# UCI ProTour 2006
El UCI ProTour 2006 fue la segunda edición del sistema UCI ProTour, en el cual los equipos de categoría UCI ProTeam (primera categoría) tuvieron garantizada y obligada la participación en todas las carreras con dicha denominación de UCI ProTour.
El preludio del UCI ProTour 2006 estuvo dominado por una disputa entre los organizadores de las Grandes Vueltas y la UCI que puso en duda la participación de las tres Grandes en la competición. El 7 de abril de 2006 se alcanzó finalmente un acuerdo entre ambas partes, garantizando el futuro del ProTour.
A partir de esta edición desaparece del calendario UCI ProTour el Campeonato del Mundo de ciclismo (prueba en ruta) con lo que esa carrera solo fue puntuable en la edición del 2005.

## Equipos (20)
| - Francia (5) - Ag2r - Bouygues Télécom - Cofidis, Le Crédit par Téléphone - Crédit Agricole - Française des Jeux - Suiza(1) - Phonak Hearing System | - España (4) - Liberty Seguros-Würth/Astana-Würth Team - Caisse d'Epargne-Illes Balears - Euskaltel-Euskadi - Saunier Duval-Prodir - Dinamarca (1) - Team CSC | - Italia (3) - Lampre-Fondital - Liquigas - Team Milram - Países Bajos (1) - Rabobank | - Bélgica (2) - Davitamon-Lotto - Quick Step-Innergetic - Alemania (2) - Gerolsteiner - T-Mobile Team - Estados Unidos (1) - Discovery Channel Pro Cycling Team |

Además, también pudieron participar mediante invitación equipos de categoría Profesional Continental (segunda categoría) aunque sin poder puntuar.

## Carreras (31)
| Fecha                         | Carrera                      | Vencedor                   | Equipo del vencedor            |
| ----------------------------- | ---------------------------- | -------------------------- | ------------------------------ |
| 5-12 de marzo                 | París-Niza                   | Floyd Landis               | Phonak Hearing Systems         |
| 8-14 de marzo                 | Tirreno Adriático            | Thomas Dekker              | Rabobank                       |
| 18 de marzo                   | Milán-San Remo               | Filippo Pozzato            | Quick Step-Innergetic          |
| 2 de abril                    | Tour de Flandes              | Tom Boonen                 | Quick Step-Innergetic          |
| 3-8 de abril                  | Vuelta al País Vasco         | José Ángel Gómez Marchante | Saunier Duval-Prodir           |
| 5 de abril                    | Gante-Wevelgem               | Thor Hushovd               | Crédit Agricole                |
| 9 de abril                    | París-Roubaix                | Fabian Cancellara          | CSC                            |
| 16 de abril                   | Amstel Gold Race             | Frank Schleck              | CSC                            |
| 19 de abril                   | Flecha Valona                | Alejandro Valverde         | Illes Balears-Caisse d´Epargne |
| 23 de abril                   | Liege-Bastogne-Liege         | Alejandro Valverde         | Illes Balears-Caisse d´Epargne |
| 25-30 de abril                | Tour de Romandía             | Cadel Evans                | Davitamon-Lotto                |
| 6-28 de mayo                  | Giro de Italia               | Ivan Basso                 | CSC                            |
| 15-21 de mayo                 | Volta a Cataluña             | David Cañada               | Saunier Duval-Prodir           |
| 4-11 de mayo                  | Critérium du Dauphiné Libéré | Levi Leipheimer            | Gerolsteiner                   |
| 10-18 de junio                | Vuelta a Suiza               | Jan Ullrich                | T-Mobile                       |
| 18 de junio                   | Eindhoven CRE                | Team CSC                   | CSC                            |
| 1-23 de julio                 | Tour de Francia              | Óscar Pereiro              | Illes Balears-Caisse d´Epargne |
| 30 de julio                   | HEW Cyclassics               | Óscar Freire               | Rabobank                       |
| 1-9 de agosto                 | Vuelta a Alemania            | Jens Voigt                 | CSC                            |
| 12 de agosto                  | Clásica de San Sebastián     | Xavier Florencio           | Bouygues Télécom               |
| 16-23 de agosto               | Eneco Tour                   | Stefan Schumacher          | Gerolsteiner                   |
| 26 de agosto-17 de septiembre | Vuelta a España              | Alexandre Vinokourov       | Astana-Würth                   |
| 27 de agosto                  | G. P. Plouay                 | Vincenzo Nibali            | Liquigas                       |
| 4-10 de septiembre            | Tour de Polonia              | Stefan Schumacher          | Gerolsteiner                   |
| 1 de octubre                  | G. P. Zúrich                 | Samuel Sánchez             | Euskaltel-Euskadi              |
| 8 de octubre                  | París-Tours                  | Frédéric Guesdon           | Française des Jeux             |
| 14 de octubre                 | Giro de Lombardía            | Paolo Bettini              | Quick Step-Innergetic          |

## Clasificaciones

### Clasificación individual
| Posición | Ciclista           | Equipo                         | Puntos |
| -------- | ------------------ | ------------------------------ | ------ |
| 1        | Alejandro Valverde | Caisse d'Epargne-Illes Balears | 285    |
| 2        | Samuel Sánchez     | Euskaltel-Euskadi              | 213    |
| 3        | Frank Schleck      | CSC                            | 165    |
| 4        | Cadel Evans        | Davitamon-Lotto                | 162    |
| 5        | Andrey Kashechkin  | Astana-Würth                   | 156    |

### Clasificación por equipos
| Posición | Equipo                         | Puntos |
| -------- | ------------------------------ | ------ |
| 1        | CSC                            | 388    |
| 2        | Caisse d'Epargne-Illes Balears | 350    |
| 3        | Rabobank                       | 346    |
| 4        | Discovery Channel              | 327    |
| 5        | Lampre-Fondital                | 327    |

### Clasificación por países
| Posición | País           | Puntos |
| -------- | -------------- | ------ |
| 1        | España         | 808    |
| 2        | Italia         | 651    |
| 3        | Alemania       | 475    |
| 4        | Australia      | 340    |
| 5        | Estados Unidos | 316    |

- Actualizado el 14 de octubre de 2006 (final, tras el Giro de Lombardía).